# تراص دموي

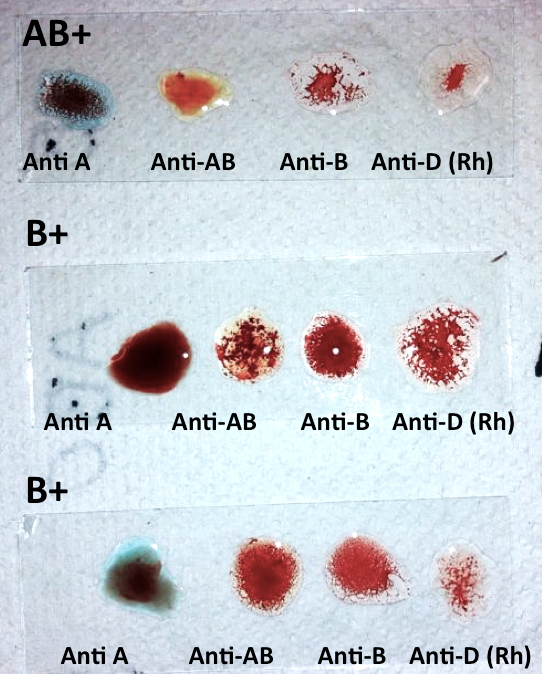

التراص الدموي أو تجمع الهيم (بالإنجليزية: Hemagglutination)‏ هو شكل محدد من التراص يتضمن خلايا الدم الحمراء (كرات الدم الحمراء). له استخدامان شائعان في المختبر: معرفة نوع الدم وتقدير كمية التخفيف من الفيروس في فحص التراص الدموي.

## معرفة نوع فصيلة الدم
يمكن تحديد نوع الدم عن طريق استخدام الأجسام المضادة التي ترتبط بمستضدات نظام الزمر الدموية ABO أو في عينة من الدم.
على سبيل المثال، إذا تمت إضافة الأجسام المضادة التي تربط مجموعة الدم A وحدث تخثر، يكون الدم إما من النوع A أو من النوع AB. لتحديد ما بين النوع A أو نوع AB، تتم إضافة الأجسام المضادة التي تربط المجموعة B وإذا لم يحدث تراص، يكون الدم نوع A. إذا لم يحدث تراص مع أي من الأجسام المضادة التي ترتبط بالمستضدات من النوع A أو B، فلا مستضد موجود على خلايا الدم، مما يعني أن الدم هو النوع O.
عند تجميع فصائل الدم، يتم اختبار مصل المريض ضد كرات الدم الحمراء من مجموعات الدم المعروفة، وكذلك يتم اختبار كرات الدم الحمراء للمريض ضد أنواع المصل المعروفة. بهذه الطريقة يتم تأكيد مجموعة دم المريض من كرات الدم الحمراء والمصل. كما يتم إجراء اختبار كومز ( تقصِّي الأجسام المضادة في كُريات الدم الحمراء للكشف عن أمراض تحالّ الدم الوليدي ) على عينة دم المريض في حالة وجود أي أجسام مضادة تربك وتحير.

## فحص التراص الدموي الفيروسي
ترتبط العديد من الفيروسات بالجزيئات الموجودة على سطح كرات الدم الحمراء. نتيجة لذلك هو أنه عند بعض التركيزات، قد يربط المعلق الفيروسي ويحدث تخثر (تراص) مع كرات الدم الحمراء، وبالتالي يمنعهم من الاستقرار من المعلق. وبما أن التراص لا يرتبط بالعدوى، فيمكن استخدام الفيروسات الموهنة في الفحوصات، في حين يجب استخدام اختبار إضافي مثل اختبار اللُوَيْحَةٌ لتحديد العدوى.
عن طريق الية التخفيف المتسلل للمعلق الفيروسي في علبة الفحص (سلسلة من آبارُ الحَقْن ذات الحجم الموحد) وإضافة كمية قياسية من خلايا الدم، يمكن إجراء تقدير لعدد جزيئات الفيروس. على الرغم من أنها أقل دقة من فحص اللويحة، إلا أنها أرخص وأسرع (تستغرق 30 دقيقة فقط).
يمكن تعديل هذا الاختبار ليشمل إضافة مصل مضاد. باستخدام كمية قياسية من الفيروسات، وكمية معيارية من خلايا الدم، وتمييع المصل المضاد بشكل متسلسل، يمكن للمرء تحديد تركيز الأمصال المضادة (الأعلى تخفيف هو الذي يمنع التراص الدموي).

## روابط خارجية
- Hemagglutination في المكتبة الوطنية الأمريكية للطب نظام فهرسة المواضيع الطبية (MeSH).